# Bitter Sweet (film 1916)
Bitter Sweet (o Bittersweet) è un cortometraggio muto del 1916 diretto da Jack Conway e Rollin S. Sturgeon.

## Produzione
Il film fu prodotto dalla Vitagraph Company of America.

## Distribuzione
Distribuito dalla Greater Vitagraph (V-L-S-E), il film - un cortometraggio in una bobina - uscì nelle sale cinematografiche statunitensi il 6 marzo 1916.